# Christian Magérus
Christian Magérus (Watermaal-Bosvoorde, 31 januari 1956) is een voormalig Belgisch politicus voor de PS.

## Levensloop
Magérus behaalde het diploma van licentiaat in de politieke en sociale wetenschappen aan de ULB en werd beroepshalve ambtenaar op het ministerie van de Franse Gemeenschap.
Hij werd politiek actief voor de PS en werd voor deze partij in oktober 1988 verkozen tot gemeenteraadslid van Sint-Jans-Molenbeek, hetgeen hij bleef tot eind 2018. Onder het burgemeesterschap van Philippe Moureaux werd Magérus in maart 1993 schepen van Molenbeek, bevoegd voor Leefmilieu en Openbare Netheid. Hij oefende deze functie uit tot in december 2006 en was daarna van 2007 tot 2013 voorzitter van het OCMW. Ten slotte was hij van 2019 tot 2025 OCMW-raadslid van de gemeente.
In juni 1989 werd Magérus verkozen in het eerste rechtstreeks gekozen Brussels Hoofdstedelijk Parlement, waar hij tot in mei 1995 zetelde en zitting had in de commissies Leefmilieu, Natuurbehoud en Waterbeleid en Ruimtelijke Ordening, Grondbeleid en Huisvesting. Vele jaren later, in oktober 2013, keerde hij terug naar het Brussels Parlement om er de overleden Anne-Sylvie Mouzon te vervangen. Hij zetelde ditmaal tot aan de verkiezingen van mei 2014 en was ondervoorzitter van de commissie Leefmilieu, Natuurbehoud, Waterbeleid en Energie.